# Monatsschrift für Deutsches Recht
Die Monatsschrift für Deutsches Recht (MDR) ist eine juristische Fachzeitschrift für die deutsche Zivilrechtspraxis aus dem Verlag Dr. Otto Schmidt. Die MDR richtet sich vor allem an Rechtsanwälte und Richter und erscheint seit April 1947 zwei Mal im Monat (jeweils am 5. und 20. eines Monats). Die Ausgaben der Fachzeitschrift enthalten aktuelle Aufsätze und Entscheidungen aus den zentralen Bereichen des Zivilrechts.

## Inhalt
Die Aufsätze greifen praxisrelevante Probleme aus Gesetzgebung und Rechtsprechung auf und bieten mit Tipps, Hinweisen und Gestaltungsvorschlägen die notwendigen Lösungen für die tägliche Arbeit. Die Besonderheit des Rechtsprechungsteils liegt in der Aufbereitung der Entscheidungen, die auf den zentralen Kern gekürzt werden, während die Volltexte der jeweiligen Entscheidung über MDR online abrufbar sind. Der Reportteil informiert mit Kurznachrichten über aktuelle Entwicklungen in Rechtsprechung und Gesetzgebung. Die letzte Seite jeder Ausgabe ist zur Unterhaltung einem Cartoon gewidmet.
Die thematischen Schwerpunkte der MDR sind folgende Rechtsgebiete: Vertragsrecht, Miet- und WEG-Recht, Immobilienrecht, Baurecht, Nachbarrecht, Kfz- und Verkehrsrecht, Haftungsrecht, Versicherungsrecht, Familienrecht, Erbrecht, Arbeitsrecht, Handelsrecht, Gesellschaftsrecht, Bank- und Kreditsicherungsrecht, Wettbewerbsrecht, Verfahrensrecht, Zwangsvollstreckungsrecht, Insolvenzrecht, Gebührenrecht, Berufsrecht.

## Online-Verfügbarkeit
Die Inhalte der Monatsschrift für Deutsches Recht sind erst ab dem Jahrgang 1981 auch online verfügbar:
- Der Verlag Otto Schmidt bietet das kostenpflichtige Modul MDR online an. Umfasst ist, neben anderen Inhalten, auch die Monatsschrift für Deutschen Recht[1]
- Über das Portal juris kann ebenfalls auf die Inhalte der Monatsschrift für Deutschen Recht seit 1981 zugegriffen werden, denn die juris GmbH unterhält eine Kooperation mit dem Verlag Otto Schmidt. Auch hier ist der Zugriff kostenpflichtig[2]

## Redaktion
Die Redaktion hat ihren Sitz in Köln und besteht zurzeit aus Arabella Schreiber (verantwortliche Redakteurin), Annette Hesse-Edenfeld (Redakteurin), Birgit Schumann (Herstellung) und Erika Cieply (Assistenz).

## Zitierweise
Auf einzelne Artikel verweist man durch Angabe des Autors oder Gerichts, des Kürzels „MDR“, des Jahrgangs und der Seite (Beispiele: Timme, MDR 2012, 111 bzw. BGH, MDR 2013, 222).